# ブルゴーニュ領ネーデルラント

ブルゴーニュ領ネーデルラント
Bourgondische Nederlanden (ドイツ語)

1477年のブルゴーニュ公国

| 先代 | 次代                                      |
| --- | ----------------------------------------- |
| フランドル伯領 エノー伯国 ルクセンブルク公国 アルトワ伯領 ヘルレ公国 ナミュール伯領 ブラバント公国 ホラント伯領 ユトレヒト領主領 メレレン領主領 アントウェルペン辺境伯領 ゼーラント伯領 リンブルフ公国 フリースラント領主領 ズトフェン伯領 | ハプスブルク領ネーデルラント フランス王国 |
ブルゴーニュ領ネーデルラント（ブルゴーニュりょうネーデルラント、フランス語: Pays-Bas bourguignons、オランダ語: Bourgondische Nederlanden、ルクセンブルク語: Burgundeschen Nidderlanden、ワロン語: Bas Payis borguignons）は、1384年から1477年までブルゴーニュ公爵が治めた低地諸国の諸領地の総称である。現在のベルギー、オランダ、ルクセンブルクとフランス北部、ドイツ西部を含んでいた。

## 公爵家
もともとこの地域は、フランドル伯領であった。フランドル伯であったルイ2世（Louis de Mâle）が1384年に死亡した際に、娘のマルグリット3世の夫であるヴァロワ＝ブルゴーニュ家のフィリップ豪胆公がフランドル伯を継いだ。フィリップ豪胆公はブルゴーニュ公も兼ねており、この後約100年間、この地はブルゴーニュ公が治めることになる。
ブルゴーニュ公は当初、低地諸国のフランドル伯領、アルトワ伯領、ルテル伯領、ブルゴーニュ伯領、ヌヴェール伯領を統治したが、その後、1421年にナミュール伯領、1430年にブラバント公領とリンブルク公領、1432年にエノー伯領、ホラント伯領、ゼーラント伯領、1441年にルクセンブルク公領、1473年にゲルデルン公領を獲得していった。
1477年にシャルル突進公が男子の跡継ぎを残さず、戦場で戦死した。娘のマリーはハプスブルク家の大公マクシミリアン（のちに神聖ローマ皇帝）と結婚した。そして、1482年のマリーの死によって、ブルゴーニュ領ネーデルラントは終焉を迎えることとなる。
ネーデルラントを治めていたブルゴーニュ公は以下の通りである。
- 1348年 - 1405年：マルグリット3世と、夫のフィリップ豪胆公。
- 1405年 - 1419年：ジャン無怖公
- 1419年 - 1467年：フィリップ善良公
- 1467年 - 1477年：シャルル突進公
- 1477年 - 1482年：マリー女公

## 政治
この地方にはいくつもの司教区や独立都市が存在し、それぞれが独自の税制や法律を運用している上に、変更に対してはそれぞれが権利を主張し、統一に対しては大きな障壁となっていた。ブルゴーニュ公による支配権限を拡大する試みは、独立した地元の貴族により所有される個々の町による反乱により失敗した。その一方で、事務員で構成された官僚機構による近代化した中央政府は、ブルゴーニュ公が何世紀もの間芸術的活動に対する支援を行ったり、すばらしい宮廷生活を送ることを可能にした。
フィリップ善良公（統治期間1419年 - 1467年）は、支配領域を南東のブリュッセル、ナミュール、リージュまで拡大した。彼は、最初の「州議会」（States Généraux）のメカニズムを通して、都市の伝統的な独立性を方針としていた。その州議会は、中流市民の代表と聖職者の代表そして貴族の代表から構成された。また、彼は地方経済を強化した。

## 公爵による支援
1441年より、フィリップは宮殿をブリュッセルに構築した。当時はブルッヘが経済の中心地であったが、ブルッヘは1480年頃から運河への土砂の堆積によって大型船舶の航行に支障を来たすようになり、経済的に衰退が始まった。フィリップは装飾写本の作成を支援し、宮殿の絵画は最高潮に達した。これは、ロベルト・カンピン、ファン・エイク兄弟とロヒール・ファン・デル・ウェイデン等によりおこなわれた。